# Сами Фрашъри
Сами Фрашъри (на албански: Sami Frashëri) е албански писател, общественик и езиковед, една от основните фигури на албанското национално възраждане, заедно с братята си Наим и Абдул Фрашъри.

## Биография
Сами Фрашъри е роден на 1 юни 1850 година в село Фрашър в семейството на обеднял земевладелец бекташ. В гръцката гимназия в Янина учи западна философия, гръцки, френски и италиански, а с частни учители – турски, арабски и персийски. През 1872 година се установява в Цариград, където става държавен чиновник и издава първия си роман на турски.
През 1877 година Сами Фрашъри, заедно с брат си Абдул, е сред учредителите на Централния комитет за защита на албанските права. Той е привърженик на консолидацията на албанската национална общност независимо от религиозните различия и участва в дебатите за създаване на албанска азбука.
Сами Фрашъри остава в Цариград до края на живота си. Той публикува пиеси и учебни помагала, съставя френско-турски и турско-френски речник, както и първата енциклопедия на турски език.
Сами Фрашъри умира на 18 юни 1904 година в Цариград.